# Trox gunki
Trox gunki är en skalbaggsart som beskrevs av Clarke H. Scholtz 1980. Trox gunki ingår i släktet Trox och familjen knotbaggar. Inga underarter finns listade i Catalogue of Life.